# Полёт Феникса (фильм, 2004)
«Полёт Феникса» (англ. Flight of the Phoenix) — фильм 2004 года режиссёра Джона Мура, ремейк одноимённой картины 1965 года по роману Эллестона Тревора. Мировая премьера состоялась 17 декабря 2004 года (в РФ — 27 января 2005 года).

## Сюжет
В далёкую монгольскую пустыню прилетает транспортный самолёт Fairchild C-119 под управлением капитана Фрэнка Таунса (Деннис Куэйд) и второго пилота Эй-Джея (Тайриз Гибсон). Их задача — вывезти из Монголии команду нефтяников, среди которых начальник команды Иэн (Хью Лори), Келли Джонсон (Миранда Отто), Алекс Родни (Тони Каррен) и др., поскольку в разрабатываемой ими скважине не нашлось нефти. В последнюю минуту оказывается, что на скважину какое-то время назад набрёл некий путешественник Эллиот (Джованни Рибизи), брать которого на борт рискованно из-за возможной перегрузки. Однако Таунс всё же не решается бросить Эллиота и разрешает ему присоединиться к команде.
Во время полёта начинается песчаная буря. Таунс не хочет возвращаться, поскольку тогда потеряет много времени на дозаправку, и предпринимает попытку пролететь над бурей. Ему это не удаётся из-за перегрузки, левый двигатель ломается, Таунсу остаётся только совершить экстренную посадку посреди пустыни Гоби. Во время посадки погибают два человека.
Люди оказываются в безвыходном положении. Всё, что им остаётся — это ждать до тех пор, пока их не найдут (хотя искать их и не собираются). Один из пассажиров — Джон — во время пустынной грозы отходит от самолёта и теряется, поиски не приносят результатов. Тогда неожиданно Эллиот заявляет, что он — авиаконструктор, который сможет сконструировать новый самолёт из работающего правого двигателя. Изначально Таунс отказывается от этой идеи — запаса воды должно было хватить на 30 дней ожидания, если же группа будет работать над постройкой нового самолёта, вода закончится намного быстрее — но потом, благодаря нефтянику Джеймсу Лиддлу (Скотт Майкл Кэмпбелл), всё же соглашается, решив дать группе хоть какую-то надежду на спасение. Постройка начинается.
Через некоторое время команда обнаруживает лагерь монголов, которые могли быть либо контрабандистами, либо продавцами оружия. Иэн, Родни и Эй-Джей просит у них помощи. Вскрик притаившегося в засаде Лиддла провоцирует выстрел одного из монголов, который убивает Родни. Таунс, не задумываясь, расстреливает монголов, однако одному удаётся бежать. Ещё один оказывается жив. Келли приносит его в лагерь, не желая бросать без помощи. В лагере начинаются споры по поводу того, как поступить с пленным. Эллиот хладнокровно убивает пленника, заявив, что «вопрос решён». Из-за конфликта с Таунсом, который давно недолюбливал Эллиота за эгоизм (тот тайком брал воду из общих запасов), Эллиот заставляет команду унижаться перед собой, моля его о помощи.
Самолёт, который назвали Фениксом, наконец доделан. Таунс, желая достать из рюкзака Эллиота карту, натыкается на брошюру компании, в которой работает Эллиот. Выясняется, что на самом деле Эллиот никогда не конструировал настоящие самолёты — он занимался производством авиамоделей. Лагерь в отчаянии. Иэн хватает револьвер и предпринимает попытку застрелить Эллиота, однако не решается, и Таунс его останавливает. Начинается буря. В потоке ветра все видят, что самолёт вполне способен взлететь, если его удастся завести. С нескольких попыток, когда самолёт, наконец, заведён, команда видит монголов с ружьями, которые мчатся прямо на них. Но всё же им удаётся спастись.
На фоне заката герои летят к нефтяной вышке.
Фильм заканчивается серией фотографий, рассказывающих о дальнейшей судьбе героев: Фрэнк и Эй-Джей создают собственную авиакомпанию Phoenix Aviation, Сэмми и его жена открывают ресторан (Джереми и Рэди присутствуют на празднике), Джеймс Лиддл наконец встречается со своей женой и детьми, Иэн становится профессиональным гольфистом, Келли работает на океанской буровой вышке. Завершающей становится обложка журнала Flight International с фотографией Эллиота в лётной одежде и заголовком: «Новая надежда НАСА?»

## В ролях
| Актёр                | Роль                         |
| -------------------- | ---------------------------- |
| Деннис Куэйд         | капитан Фрэнк Таунс          |
| Джованни Рибизи      | Эллиот                       |
| Тайриз Гибсон        | Эй-Джей                      |
| Миранда Отто         | Келли Джонсон                |
| Тони Карран          | Алекс Родни                  |
| Кирк Джонс           | Джереми                      |
| Хью Лори             | Иэн                          |
| Джейкоб Варгас       | Сэмми                        |
| Скотт Майкл Кэмпбелл | Джеймс Лиддл                 |
| Кеворк Маликян       | Рэди                         |
| Джаред Падалеки      | Джон Дэвис                   |
| Пол Дитчфилд         | доктор Гербер                |
| Мартин Хинди         | Ньюман                       |
| Боб Браун            | Кайл                         |
| Энтони Вонг          | руководитель контрабандистов |

## Съёмки
Съёмки фильма проводились в Намибии.
Паром, на котором доставлялось оборудование для съёмок, перевернулся, и пришлось потратить много часов, чтобы достать его со дна реки.
Власти[чего?] были против постройки работоспособного самолёта «Феникс», так как во время оригинальных съёмок фильма 1965 года самолёт разбился. Тогда погиб каскадёр Пол Манц.
Для сцен полёта использовали радиоуправляемую модель и компьютерную графику. Модель, которую использовали в сцене крушения, стоила 250 тысяч долларов. Она была настолько совершенной, что улетела дальше, чем ожидала съёмочная группа. Модель улетела так далеко, что разбила камеру и сломала ногу оператору.